# Milo Gibson
Milo Gibson (Australia, 16 novembre 1990) è un attore statunitense.

## Biografia
Figlio dell'attore Mel Gibson, è nato in Australia e cresciuto a Malibù, in California. Prima di iniziare la carriera di attore ha lavorato come elettricista. Ha fatto il suo debutto cinematografico nel film diretto da suo padre La battaglia di Hacksaw Ridge.
Esordisce come attore protagonista in Gangster Land dove interpreta il ruolo di Al Capone.

## Filmografia

### Cinema
- La battaglia di Hacksaw Ridge, regia di Mel Gibson (2016)
- Gangster Land, regia di Timothy Woodward Jr. (2017)
- The Tribes of Palos Verdes, regia di The Malloys (2017)
- Hurricane, regia di David Blair (2018)
- Breaking & Exiting, regia di Peter Facinelli (2018)
- All the Devil's Men - regia di Matthew Hope (2018)
- Borat - Seguito di film cinema, regia di Jason Woliner (2020)
- The Outpost, regia di Rod Lurie (2020)
- Under the Stadium Lights, regia di Todd Randall (2021)
- Manifest West, regia di Joe Dietsch e Louie Gibson (2022)
- Clawfoot, regia di Michael Day (2023)

### Televisione
- Late Bloomers - Serie TV, episodio 1x02 (2021)

## Doppiatori italiani
Nelle versioni in italiano delle opere in cui ha recitato, Milo Gibson è stato doppiato da:
- Jacopo Venturiero ne La battaglia di Hacksaw Ridge
- Andrea Ward in Gangster Land
- Andrea Moretti in The Outpost